# 朴詩浚
朴 詩浚（パク・シジュン、朝鮮語: 박시준、1978年 10月12日 〜 ）は、大韓民国の韓国放送公社 (KBS) 前 所属の気象キャスター。

## 学歴
- 1997年 〜 2001年、韓国外国語大学校 仏語科(フランス語科) 学士(1997学番)

## 経歴
- 2001年 〜 2005年、KBS 気象キャスター